# 新西蘭盾吻鰈
新西蘭盾吻鰈，為輻鰭魚綱鰈形目鰈亞目菱鰈科的其中一種，分布於西南太平洋的紐西蘭海域，棲息深度27-49公尺，體長可達35公分，為底棲性魚類，屬肉食性，生活在沙泥底質的淺海域、河口區，生活習性不明，可做為食用魚及遊釣魚。

## 擴展閱讀
維基物種上的相關：新西蘭盾吻鰈